# تشالفونت ولاتيمر (محطة مترو أنفاق لندن)
تشالفونت ولاتيمر (بالإنجليزية: Chalfont & Latimer)‏ هي إحدى محطات مترو أنفاق لندن. تقع على خط ميتروبوليتان أفتتحت في المنطقة (Zone) رقم C أفتتحت في 8 يوليو 1889.